# Lady Vengeance
Lady Vengeance (Ch'injŏrhan Kum-ja ssi el Chinjeolhan geumja-ssi), är en sydkoreansk film av Chan-wook Park från 2005.

## Handling
Geum-ja Lee (Yeong-ae Lee) har suttit i fängelse i 13 år efter mordet på en 6-årig pojke. När hon kommer ut bestämmer hon sig för att hämnas på Mr Baek (Min-sik Choi) - mannen vars fel det var att hon hamnade i fängelset från första början - med hjälp av föräldrarna till de offren som Mr Baek mördade.

## Om filmen
Filmen vann Little Golden Lion på Filmfestivalen i Venedig 2005.
Den hade premiär 17 mars 2006 i Sverige.
Lady Vengeance var den tredje och avslutande delen i regissören Chan-wook Parks "hämndtrilogi", som började med Hämnarens resa 2002 och Old Boy - hämnden 2003.

## Rollista (i urval)
- Min-sik Choi - Mr Baek
- Yeong-ae Lee - Geum-ja
- Yea-young Kwon - Jenny
- Tony Barry - Jennys adoptivfar
- Anne Cordiner - Jennys adoptivmor
- Nam Il-woo - Polisen
- Kim Byeong-ok - Prästen
- Kim Shi-hoo - Geun-shik